# بانک چیبا کوگیو
بانک چیبا کوگیو (انگلیسی: Chiba Kōgyō Bank) شرکت خدمات مالی و بانکداری ژاپنی است، که در سال ۱۹۵۲ تأسیس شد.